# Oțeleni
Oțeleni is een Roemeense gemeente in het district Iași.
Oțeleni telt 3773 inwoners.